# Aeropuerto de Otú
El Aeropuerto de Otú - Alberto Jaramillo Sánchez (IATA: OTU, OACI: SKOT) es un aeropuerto regional colombiano ubicado en la vereda Otú del municipio de Remedios. El aeropuerto es cercano al casco urbano de Remedios y al municipio de Segovia.
Actualmente operan 9 aerolíneas y la empresa de Servicios a Escala en Aeropuerto (Handling) Grupo San Germán Express con vuelos los días lunes, miércoles y viernes con destino al Aeropuerto Enrique Olaya Herrera de la ciudad de Medellín y viceversa. Anteriormente, también volaba a este aeropuerto la aerolínea Aces, que volaba entre Medellín y Otú varias veces al día en aeronaves de tipo Twin Otter; la extinta West Caribbean también operó la ruta desde que inició operaciones en Medellín hasta que finalmente entró en liquidación. También operó Aerolínea de Antioquia con la ruta hacia y desde Medellín, actualmente está empresa entró en liquidación.
La pista del aeropuerto también es usada como una pequeña base militar para la Fuerza Aérea Colombiana y la Policía Nacional.

## Aerolíneas que cesaron operación
Aerolíneas Extintas
- ACES Colombia
  - Medellín / Aeropuerto Olaya Herrera

- West Caribbean Airways
  - Medellín / Aeropuerto Olaya Herrera

- Aerolínea de Antioquia
  - Medellín / Aeropuerto Olaya Herrera